# 大光寺 (足立区)
大光寺（だいこうじ）は、東京都足立区にある新義真言宗の寺院。新四国四箇領八十八箇所霊場第7番札所。

## 歴史
1596年（慶長元年）、天野国忠の開基である。天野国忠は織田信雄の元家臣で、当地に定住して農地を開拓した。そして戦没者を供養するために寺を創建したのが起源である。
当寺には大般若経約600巻を所蔵している。かつてはこの経本を箱に入れて周辺の地域を練り歩く「大般若会」と呼ばれる行事があった。行事の途中で破損した経本もあるため、現在600巻全巻は揃っていない。この行事は1955年（昭和30年）頃まで行われていた。

## 交通アクセス
- 八潮駅より徒歩21分（経路案内）。